# Peperomia carpapatana
Peperomia carpapatana är en pepparväxtart som beskrevs av William Trelease. Peperomia carpapatana ingår i släktet peperomior, och familjen pepparväxter. Inga underarter finns listade i Catalogue of Life.